# Wojewódzki komitet obrony
Wojewódzki komitet obrony – struktura terenowa, podległa Komitetowi Obrony Kraju, istniejąca do 2002 r. W każdym województwie komitet obronny zarządzał kwestiami związanymi z bezpieczeństwem regionu. Wojewódzkie Komitety Obrony powołane do życia na mocy nieobowiązującej już ustawy o powszechnym obowiązku obrony z 21 listopada 1967 r.